# 라일 라일 크로커다일
라일 라일 크로커다일(Lyle, Lyle, Crocodile)은 미국에서 제작된 윌 스펙 감독의 2022년 가족, 뮤지컬, 드라마 영화이다. 하비에르 바르뎀 등이 주연으로 출연하였고 타락 벤 엠마 등이 제작에 참여하였다.

## 출연

### 주연
- 하비에르 바르뎀 : 헥터 역
- 윈슬로우 페글리 : 조쉬 역
- 숀 멘데스 : 라일 역 (목소리)
- 콘스탄스 우 : 프림 부인

### 조연
- 스쿳 맥네이리 : 프림 역
- 브렛 겔맨 : 그럼프스 역